# Starostové pro občany
Starostové pro občany (zkratka STO) je české politické hnutí oficiálně zaregistrované 27. července 2012. Hnutí působí především v Kraji Vysočina.

## Vedení hnutí
Předsedou hnutí je Karel Janoušek, 1. místopředsedou Petr Bárta a místopředsedy jsou Miroslav Kabelka a Miroslav Jirků.

## Účast ve volbách

### Volby do zastupitelstev krajů

#### Rok 2012
Ve volbách do zastupitelstev krajů v roce 2012 hnutí STO kandidovalo samostatně do Zastupitelstva Kraje Vysočina. Se ziskem 7 322 hlasů (tj. 4,46 %) se však do zastupitelstva nedostalo.

#### Rok 2016
Ve volbách do zastupitelstev krajů v roce 2016 hnutí kandidovalo samostatně do Zastupitelstva Kraje Vysočina. Se ziskem 7 509 hlasů (tj. 4,94 %) se však do zastupitelstva těsně nedostalo.

#### Rok 2020
Ve volbách do zastupitelstev krajů v roce 2020 hnutí STO kandidovalo do Zastupitelstva Kraje Vysočina v koalici s ODS. Společná koalice obdržela 21 038 hlasů (tj. 13,19 %) a získala sedm mandátů (pět pro ODS a dva pro STO) v 45členném zastupitelstvu. Po volbách podepsali koaliční smlouvu Piráti, koalice ODS a STO, KDU-ČSL, ČSSD a koalice „Starostové pro Vysočinu“ (tj. hnutí STAN a SNK ED). Novým hejtmanem Kraje Vysočina se stal lídr kandidátky koalice ODS a STO Vítězslav Schrek z ODS a předseda hnutí STO Karel Janoušek se stal radním.

#### Rok 2024
Ve volbách do zastupitelstev krajů v roce 2024 hnutí kandidovalo do Zastupitelstva Kraje Vysočina v rámci koalice „Společně se Starosty pro občany“ (tj. ODS, TOP 09 a STO).

### Volby do zastupitelstev obcí

#### Rok 2014
Ve volbách do zastupitelstev obcí v roce 2014 hnutí získalo celkem 31 mandátů.

#### Rok 2018
Ve volbách do zastupitelstev obcí v roce 2018 hnutí STO získalo celkem 56 mandátů.

#### Rok 2022
Ve volbách do zastupitelstev obcí v roce 2022 hnutí získalo celkem 22 mandátů.

### Volby do Senátu PČR

#### Rok 2014
Ve volbách do Senátu PČR v roce 2014 za hnutí kandidovala v obvodu č. 15 – Pelhřimov starostka města Červená Řečice Zdeňka Bečková. V prvním kole obdržela 1 573 hlasů (tj. 3,41 %), skončila sedmá, a nepostoupila tak do druhého kola. V obvodu č. 51 – Žďár nad Sázavou za hnutí kandidoval starosta obce Vír Ladislav Stalmach. V prvním kole získal 2 507 hlasů (tj. 5,97 %), skončil šestý, a nepostoupil tak do druhého kola.

#### Rok 2016
Ve volbách do Senátu PČR v roce 2016 kandidoval v obvodu č. 52 – Jihlava za koalici tvořenou ODS, SNK ED, SsČR a STO senátor Miloš Vystrčil. V prvním kole získal 9 043 hlasů (tj. 25,71 %), skončil první, a postoupil tak do druhého kola. V něm zvítězil se ziskem 8 144 hlasů (tj. 53,37 %) nad historikem a kandidátem KDU-ČSL Michalem Stehlíkem, a obhájil tak svůj mandát.

#### Rok 2018
Ve volbách do Senátu PČR v roce 2018 kandidoval v obvodu č. 44 – Chrudim za koalici tvořenou ODS, hnutím STAN a STO starosta města Havlíčkův Brod Jan Tecl. V prvním kole získal 7 740 hlasů (tj. 15,44 %), skončil první, a postoupil tak do druhého kola. V něm zvítězil se ziskem 13 435 hlasů (tj. 63,89 %) nad politikem Danielem Hermanem z KDU-ČSL, a stal se tak senátorem.

#### Rok 2024
Ve volbách do Senátu PČR v roce 2024 kandidoval v obvodu č. 44 – Chrudim za koalici „KDU-ČSL, ODS, STAN, TOP 09, STO“ senátor Jan Tecl.

### Volby do Poslanecké sněmovny PČR

#### Rok 2017
Ve volbách do Poslanecké sněmovny PČR v roce 2017 kandidovali v Kraji Vysočina tři členové hnutí STO (Karel Janoušek, Petr Bárta a Václav Venhauer) na kandidátce hnutí STAN. Žádný kandidát hnutí STAN však v Kraji Vysočina nebyl zvolen.

## Volební výsledky

### Poslanecká sněmovna PČR
| Volby | Kraj          | Kandidátní listina     | Hlasy  | Hlasy | Mandáty v kraji | ±  |
| Volby | Kraj          | Kandidátní listina     | Celkem | %     | Mandáty v kraji | ±  |
| ----- | ------------- | ---------------------- | ------ | ----- | --------------- | -- |
| 2017  | Kraj Vysočina | STAROSTOVÉ A NEZÁVISLÍ | 11 251 | 4,28  | 0/10            | ▬0 |

### Senát PČR
| Volby | Senátní obvod            | Kandidát          | Volební strana                  | Volební strana         | Navrhující strana | Politická příslušnost | První kolo    | První kolo    | Druhé kolo    | Druhé kolo |
| Volby | Senátní obvod            | Kandidát          | Volební strana                  | Volební strana         | Navrhující strana | Politická příslušnost | Hlasy         | Hlasy         | Hlasy         | Hlasy      |
| Volby | Senátní obvod            | Kandidát          | Volební strana                  | Volební strana         | Navrhující strana | Politická příslušnost | Celkem        | %             | Celkem        | %          |
| ----- | ------------------------ | ----------------- | ------------------------------- | ---------------------- | ----------------- | --------------------- | ------------- | ------------- | ------------- | ---------- |
| 2014  | č. 15 – Pelhřimov        | Zdeňka Bečková    |                                 | STO                    | STO               | BEZPP                 | 1 573         | 3,41          | –             | –          |
| 2014  | č. 51 – Žďár nad Sázavou | Ladislav Stalmach | 2 507                           | STO                    | STO               | BEZPP                 | 5,97          | –             | –             |            |
| 2016  | č. 52 – Jihlava          | Miloš Vystrčil    |                                 | ODS, SNK ED, SsČR, STO | ODS               | ODS                   | 9 043         | 25,71         | 8 144         | 53,37      |
| 2018  | č. 44 – Chrudim          | Jan Tecl          | ODS, STAN, STO                  | 7 740                  | ODS               | ODS                   | 15,44         | 13 435        | 63,89         |            |
| 2024  | č. 44 – Chrudim          | Jan Tecl          | KDU-ČSL, ODS, STAN, TOP 09, STO | bude oznámeno          | ODS               | ODS                   | bude oznámeno | bude oznámeno | bude oznámeno |            |

### Krajská zastupitelstva
| Volby | Kraj          | Kandidátní listina                                 | Hlasy         | Hlasy         | Mandáty       | Mandáty       |
| Volby | Kraj          | Kandidátní listina                                 | Celkem        | %             | Mandáty       | Mandáty       |
| Volby | Kraj          | Kandidátní listina                                 | Celkem        | %             | Zvoleno       | ±             |
| ----- | ------------- | -------------------------------------------------- | ------------- | ------------- | ------------- | ------------- |
| 2012  | Kraj Vysočina | Starostové pro občany                              | 7 322         | 4,46          | 0/45          | ▬0            |
| 2016  | Kraj Vysočina | Starostové pro občany                              | 7 509         | 4,94          | 0/45          | ▬0            |
| 2020  | Kraj Vysočina | ODS a Starostové pro občany                        | 21 038        | 13,19         | 2/45          | ▲2            |
| 2024  | Kraj Vysočina | Společně se Starosty pro občany (ODS, TOP 09, STO) | bude oznámeno | bude oznámeno | bude oznámeno | bude oznámeno |

### Zastupitelstva obcí
| Volby | Mandáty  | Mandáty |
| Volby | Zvoleno  | ±       |
| ----- | -------- | ------- |
| 2014  | 31/62121 | ▲31     |
| 2018  | 56/61950 | ▲25     |
| 2022  | 22/61780 | ▼34     |